# Écrémage
L'écrémage ou politique d'écrémage est une stratégie qui consiste à pratiquer un prix élevé au-dessus de la concurrence afin d'arriver à toucher un segment de clientèle bien précis à fort pouvoir d'achat. Pour pouvoir pratiquer cette stratégie, l'entreprise doit préalablement posséder un certain avantage concurrentiel (ex : la qualité, la notoriété, l'image...). Ce concept est aussi utilisé dans le jargon mercatique sous le nom de stratégie de « différenciation » et/ou de « distinction ».

## En économie
Les politiques généralement reconnues pour le lancement d’un produit sont les politiques d’écrémage et de pénétration.
La politique d’écrémage consiste à introduire le produit nouveau à un prix « élevé » qui sera abaissé progressivement tout au long du cycle de vie du produit.
Cette politique permet à l'entreprise qui la mène de s'approprier (au moins partiellement) le « surplus du consommateur » (c’est-à-dire le fait que certains consommateurs ont une disposition à payer pour un produit plus que d'autres).
Elle présente l'avantage de pouvoir dégager une marge forte qui pourra être plus ou moins maintenue tout en baissant le prix progressivement au fur et à mesure que les coûts diminuent le long de la courbe d'expérience ou en raison des économies d'échelle.
Elle a pour inconvénient cependant d'attirer des concurrents qui pourront imiter plus ou moins facilement et rapidement l'entreprise innovatrice. C'est pourquoi elle doit s'accompagner d'une veille permanente et de la capacité de réagir rapidement à l'action de toute entreprise imitatrice.
Exemple de pratique de politique d'écrémage : l'industrie du luxe (qui cherche à la base à viser un public haut de gamme). Elle s'en distingue néanmoins car si le produit rencontre le succès, une marque de luxe aura tendance à faire augmenter son prix dont l'élasticité sera positive, une des particularités d'un bien à effet Veblen.